# Cayetano Coll y Toste
Cayetano Coll y Toste, född 30 november 1850, död 19 november 1930, var en puertoricansk historiker och författare. Han blev far till en framstående familj av puertoricanska utbildare, politiker och författare.

## Uppväxt
Coll y Toste föddes i staden Arecibo, Puerto Rico där han fick sin grund- och gymnasieutbildning. 1863  började han studera i Jesuits' Seminary College i San Juan där han tog examen med en kandidatexamen i filosofi 1868. 1872 åkte Coll y Toste till Barcelona, Spanien och skrev in sig på "School of Medicine" vid universitetet i Barcelona. Där tog han examen som "Doctor in Medicine and Surgery" 1872. Under sin vistelse i Spanien kunde han studera historiska dokument som rör Puerto Rico som han senare fann vara användbara för honom.

## Historiker
1874 återvände Coll y Toste till Puerto Rico där han startade en egen läkarmottagning i Arecibo. 1891 utnämndes han till chef för det katolska sjukhuset i Arecibo. På fritiden utvecklade han både en kärlek till och ett intresse för litteratur. Han blev inte bara intresserad av att undersöka Puerto Ricos historia, utan han tog också ett aktivt intresse för öns politik och var grundare och chef för en publikationen "El Ramillete". Han samarbetade också med "Revista Puertorriqueña", "La Semana Politica" och "Plumas Amigas" ("Brevvänner").

## Politisk verksamhet

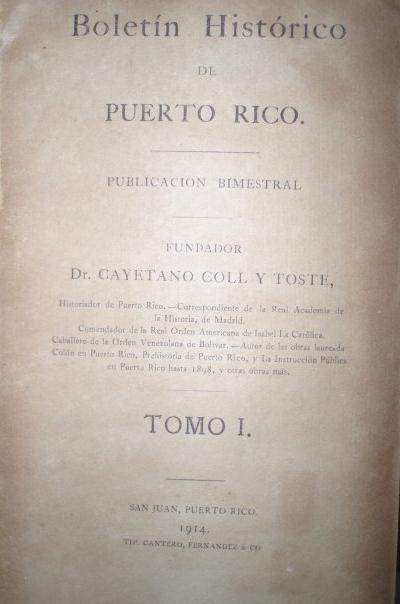
Första volymen av Boletin Historico de Puerto Rico, 1914

1897, ett år före det spansk-amerikanska kriget, var Coll y Toste sub-sekretary för jordbruk och handel och utnämndes av den spanska kronan till regional guvernör i norra Puerto Rico. Efter kriget utsågs Coll y Toste till civil sekretary och år 1900 till inrikeskommissionär av general Davis, den militärguvernör som utsetts av USA. Han innehade posten som statssekreterare och han blev också delegat i Puerto Ricos representanthus. 1913 utsågs Coll y Toste till Puerto Ricos officiella historiker, efter Salvador Brau. Bland Coll y Tostes andra civila positioner var ordförandeskapet för Puerto Rican Historical Academy och Ateneo Puertorriqueño.

## Skriftliga verk
Bland hans många skrivna verk är:
- El Boletin Historico de Puerto Rico (Puerto Ricos historiska bulletin)
- Cronicas de Arecibo (Arecibo Annaler)
- Leyendas y Tradiciones Puertorriqueñas (Puertoricanska legender och traditioner)

Hans forskning om Puerto Ricos historia gav människor en inblick i ön från tiden för taínos fram till 1927. Ett av hans verk, The Indo-Antillian Vocabulary, är värdefullt för att förstå taínos livsstil. Hans verk är obligatorisk läsning i Puerto Ricanska gymnasieskolor och universitet.

## Senare år
Coll y Toste var gift med Adela, dotter till José Cuchí y Arnau tidigare borgmästare i Arecibo. Tillsammans fick de sex barn, bland dem José Coll y Cuchí, som grundade Puerto Rican Nationalist Party och Cayetano Coll y Cuchí, som var president i Puerto Ricos representanthus.
Spanien gav Coll y Toste titeln "Comendador de la Real Orden Americana de Isabel la Catolica" ("Riddare av Isabella I av Kastiliens amerikanska kungliga orden") och Venezuelas regering hedrade Coll y Toste med titeln "Caballero de la Orden de Bolivar " (Riddare av Bolivarorden). Cayetano Coll y Toste dog den 19 november 1930 i Madrid. Hans barnbarn, Isabel Cuchí Coll, som var författare och chef för "Sociedad de Autores Puertorriqueños" (Sällskapet för Puerto Rican Authors), publicerade hans verk "Historia de la esclavitud en Puerto Rico (información y documentos)" (Historia om slaveriet i Puerto Rico (dokument och information)) 1972.

## Familj
Coll y Toste var också patriark till en puertoricansk familj av lärare, politiker och författare. Förutom sitt barnbarn, Isabel Cuchí Coll, var båda Coll y Tostes söner politiker. José Coll y Cuchí var grundaren av Puerto Ricos nationalistparti och Cayetano Coll y Cuchí var president i Puerto Ricos representanthus. Ett annat barnbarn, Edna Coll, var lärare och författare. Hon var en av grundarna av Academy of Fine Arts i Puerto Rico, och hans barnbarn, Cayetano Coll y Pujol var en framstående advokat och domare i Puerto Rico. Hans barnbarnsbarn, (Ednas son), Jose "Fufi" Santori Coll var en före detta BSN-basketspelare, tränare och TV-sportare. Ett annat barnbarnsbarn, Eduardo Morales Coll, var också ordförande för Ateneo, ordförande för Institutet för Puerto Rican Literature, akademiker vid Puerto Rican Academy of the Spanish Language och även akademiker vid Puerto Rican Academy of Arts and Sciences och universitetsprofessor i juridik, Puerto Ricos historia och i kulturantropologi.

## Arv
Puerto Rico har hedrat hans minne genom att döpa många offentliga byggnader och en aveny efter honom. Regeringen namngav det offentliga Arecibo regionala sjukhuset Hospital Regional Cayetano Coll y Toste.